# شهرستان جروم (آیداهو)
شهرستان جروم، آیداهو (به انگلیسی: Jerome County, Idaho) یک سکونتگاه مسکونی در ایالات متحده آمریکا است که در آیداهو واقع شده‌است.

## خصوصیات
شهرستان جروم ۱٬۵۵۹٫۱۸ کیلومترمربع مساحت دارد.